# Arctosaurus
Arctosaurus (nombre que significa "lagarto del Ártico") es un género extinto de reptil originalmente clasificado como un pequeño saurópsido de afinidades desconocidas, pero que con frecuencia fue clasificado como un dinosaurio sauropodomorfo en los años siguientes. Aunque también se ha clasificado como un terópodo, las revisiones recientes han mostrado que las similitudes que comparte con los terópodos están presentes en varios grupos de reptiles del Triásico Superior, y no puede ser clasificado más allá de ser incluido entre los Archosauriformes. Otros autores han sugerido afinidades con los trilofosaurios. Se basa en el holotipo NMI 62 1971, una vértebra del cuello incompleta de 33 milímetros de largo que fue hallada en la Isla Cameron, Nunavut, en Canadá, en rocas que datan del Triásico Superior. Material adicional de Arctosaurus osborni ha sido recuperado en Canadá.